# Дейр-эс-Сумадия-эш-Шамали
Дейр-эс-Сумадия-эш-Шамали (араб. دير الصمادية الشمالي‎) — деревня на северо-западе Иордании, расположенная на территории мухафазы Аджлун. Входит в состав района Аджлун.

## Географическое положение
Деревня находится в западной части мухафазы, в гористой местности, к востоку от реки Иордан, на расстоянии приблизительно 36 километров (по прямой) к северо-западу от столицы страны Аммана. Абсолютная высота — 845 метров над уровнем моря.

## Население
По данным официальной переписи 2015 года численность население составляла 130 человек (78 мужчин и 52 женщины). В деревне насчитывалось 29 домохозяйств.
Динамика численности населения Дейр-эс-Сумадия-эш-Шамали по годам:
| 1994 | 2015 |
| ---- | ---- |
| 144  | 130  |

## Транспорт
Ближайший аэропорт расположен в городе Амман.